# Редберд (Оклахома)
Редберд (англ. Redbird) — місто (англ. town) в США, в окрузі Вагонер штату Оклахома. Населення — 89 осіб (2020).

## Географія
Редберд розташований за координатами 35°53′14″ пн. ш. 95°35′14″ зх. д. / 35.88722° пн. ш. 95.58722° зх. д. (35.887109, -95.587190).  За даними Бюро перепису населення США в 2010 році місто мало площу 2,16 км², уся площа — суходіл.

## Демографія
Згідно з переписом 2010 року, у місті мешкало 137 осіб у 52 домогосподарствах у складі 33 родин. Густота населення становила 64 особи/км².  Було 63 помешкання (29/км²).
Расовий склад населення:
| - 67,9 % — чорних або афроамериканців - 19,0 % — білих - 1,5 % — корінних американців - 0,7 % — вихідців з тихоокеанських островів |

До двох чи більше рас належало 10,2 %. Частка іспаномовних становила 5,8 % від усіх жителів.
За віковим діапазоном населення розподілялося таким чином: 29,2 % — особи молодші 18 років, 50,4 % — особи у віці 18—64 років, 20,4 % — особи у віці 65 років та старші. Медіана віку мешканця становила 39,1 року. На 100 осіб жіночої статі у місті припадало 101,5 чоловіків;  на 100 жінок у віці від 18 років та старших — 79,6 чоловіків також старших 18 років.
Середній дохід на одне домашнє господарство  становив 38 115 доларів США (медіана — 23 750), а середній дохід на одну сім'ю — 51 156 доларів (медіана — 51 250). За межею бідності перебувало 29,6 % осіб, у тому числі 40,0 % дітей у віці до 18 років та 31,3 % осіб у віці 65 років та старших.
Цивільне працевлаштоване населення становило 22 особи. Основні галузі зайнятості: виробництво — 22,7 %, освіта, охорона здоров'я та соціальна допомога — 22,7 %, будівництво — 22,7 %.